# Kanton Vertou-Vignoble
Der Kanton Vertou-Vignoble war von 1985 bis 2015 ein französischer Wahlkreis im Arrondissement Nantes, im Département Loire-Atlantique und in der Region Pays de la Loire; sein Hauptort war Basse-Goulaine.
Der Kanton Vertou-Vignoble umfasste Wahlberechtigte aus fünf Gemeinden:
| Gemeinde               | Bretonisch         | Einwohner (2012) | Fläche (km²) | Code postal | Code Insee |
| ---------------------- | ------------------ | ---------------- | ------------ | ----------- | ---------- |
| Basse-Goulaine         | Goueled-Goulen     | 8244             | 13,74        | 44115       | 44009      |
| Château-Thébaud        | Kastell-Tepaod     | 2926             | 17,64        | 44690       | 44037      |
| Haute-Goulaine         | Gorre-Goulen       | 5539             | 20,59        | 44115       | 44071      |
| La Haie-Fouassière     | An Hae-Foazer      | 4399             | 11,81        | 44690       | 44070      |
| Saint-Fiacre-sur-Maine | Sant-Fieg-ar-Mewan | 1165             | 5,97         | 44690       | 44159      |
| Kanton                 |                    | 22.273           | 69,75        | –           | 4459       |